# رصدخانه استراتوسفری اخترشناسی فروسرخ

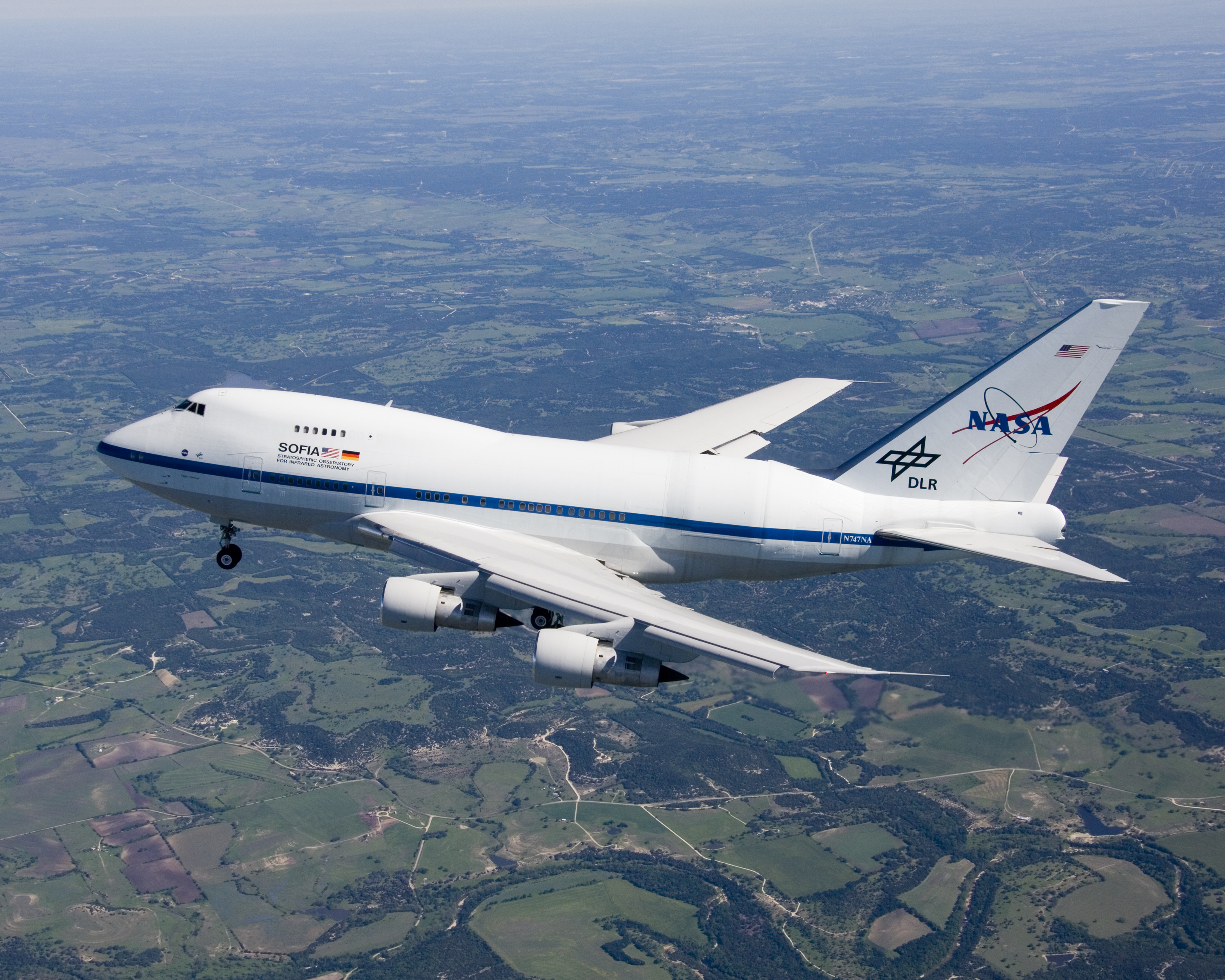
SOFIA

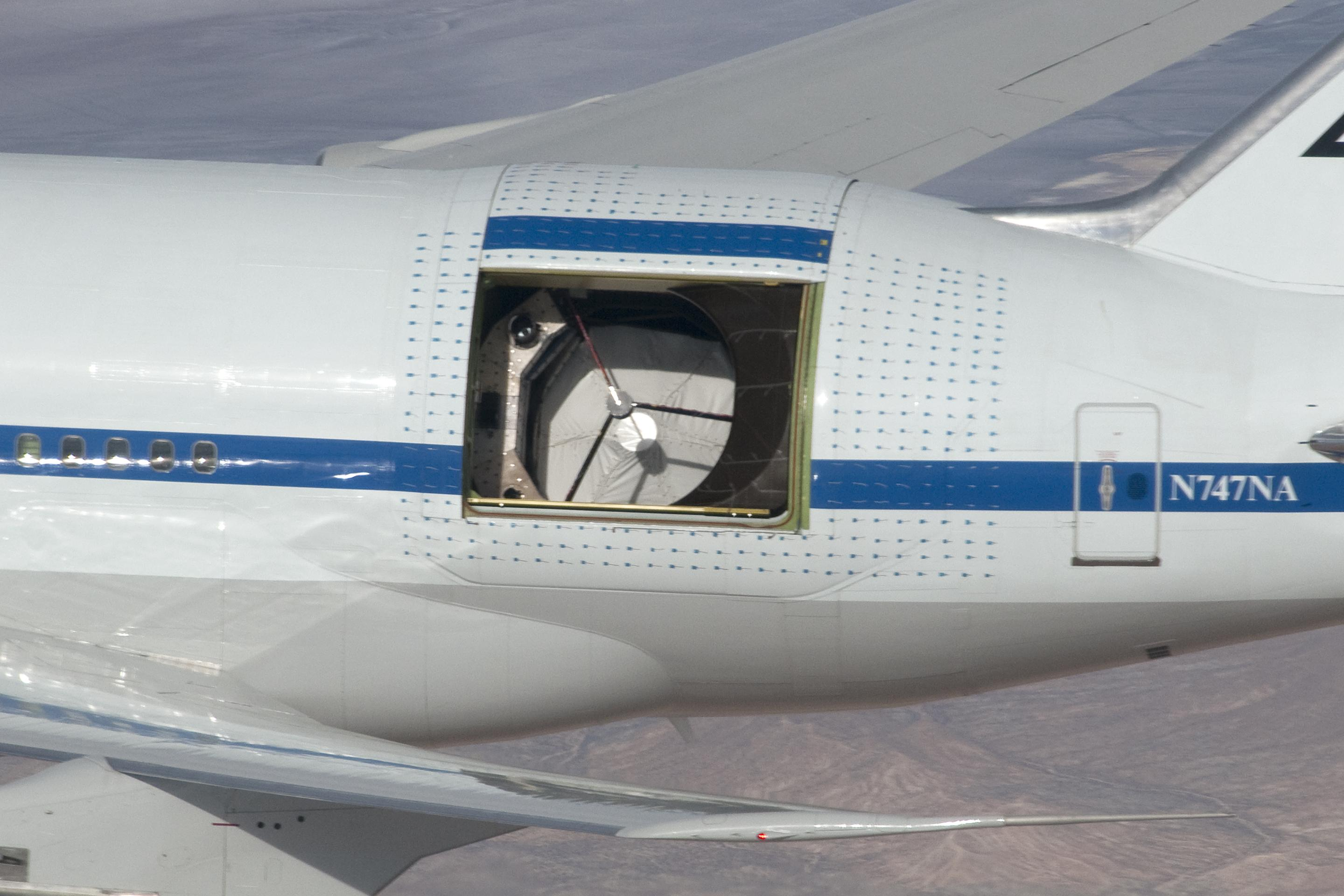
تلسکوپ

رصدخانه استراتوسفری اخترشناسی فروسرخ (به انگلیسی: Stratospheric Observatory for Infrared Astronomy) مشهور به SOFIA، تأسیس ۲۰۰۷ میلادی، نام یک رصدخانه هوایی است.
این رصدخانه مشترکاً متعلق به مرکز هوافضای آلمان و ناسا بود، و بر روی یک فروند هواپیمای بوئینگ ۷۴۷ اس‌پی سوار بود، و مجهز به یک منعکس‌کنندهٔ دو و نیم متری بود که برای رصد آسمان در طیف ۱ تا ۶۵۵ میکرومتر طراحی گردیده بود.
قابلیت پرواز این رصدخانه در ارتفاع ۱۲ کیلومتری به هر نقطه از زمین این مزیت را دارد که از ۸۵٪ لایهٔ رطوبتی جو زمین فراتر رفته و امواج مادون قرمز از فضا را دریافت می‌کند.
این رصدخانه جانشین رصدخانه هوایی کایپر است.

## نگارخانه

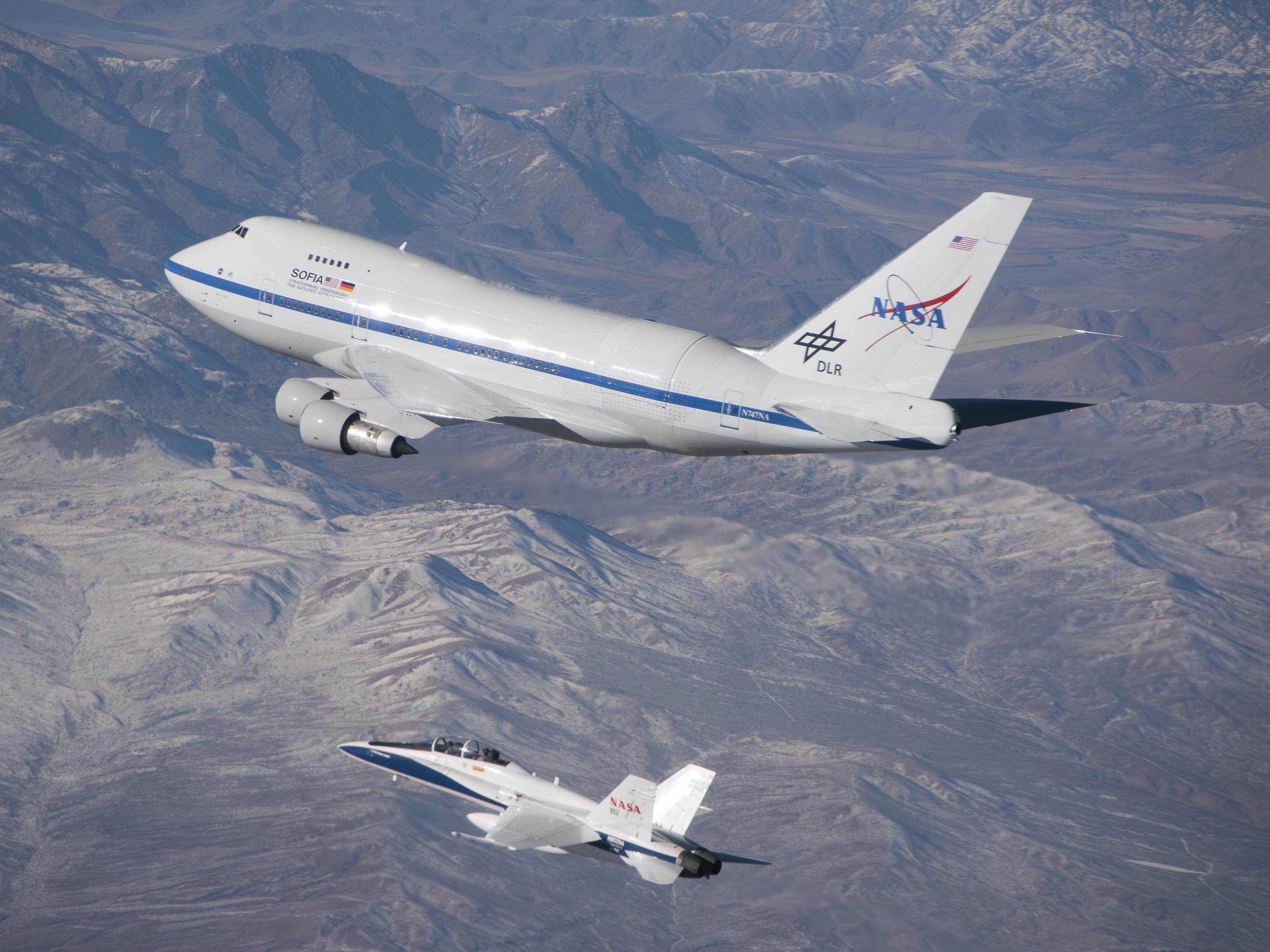
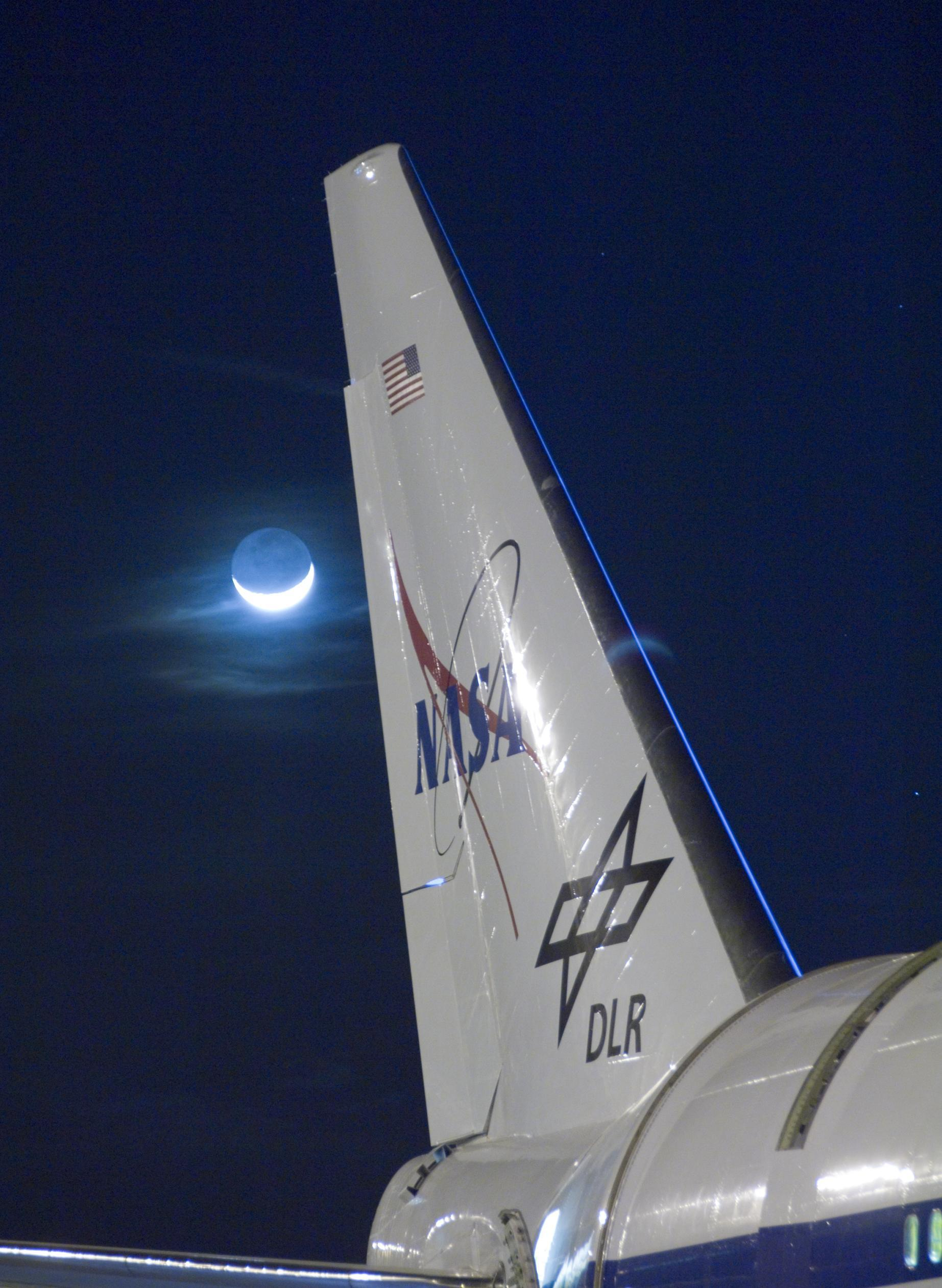
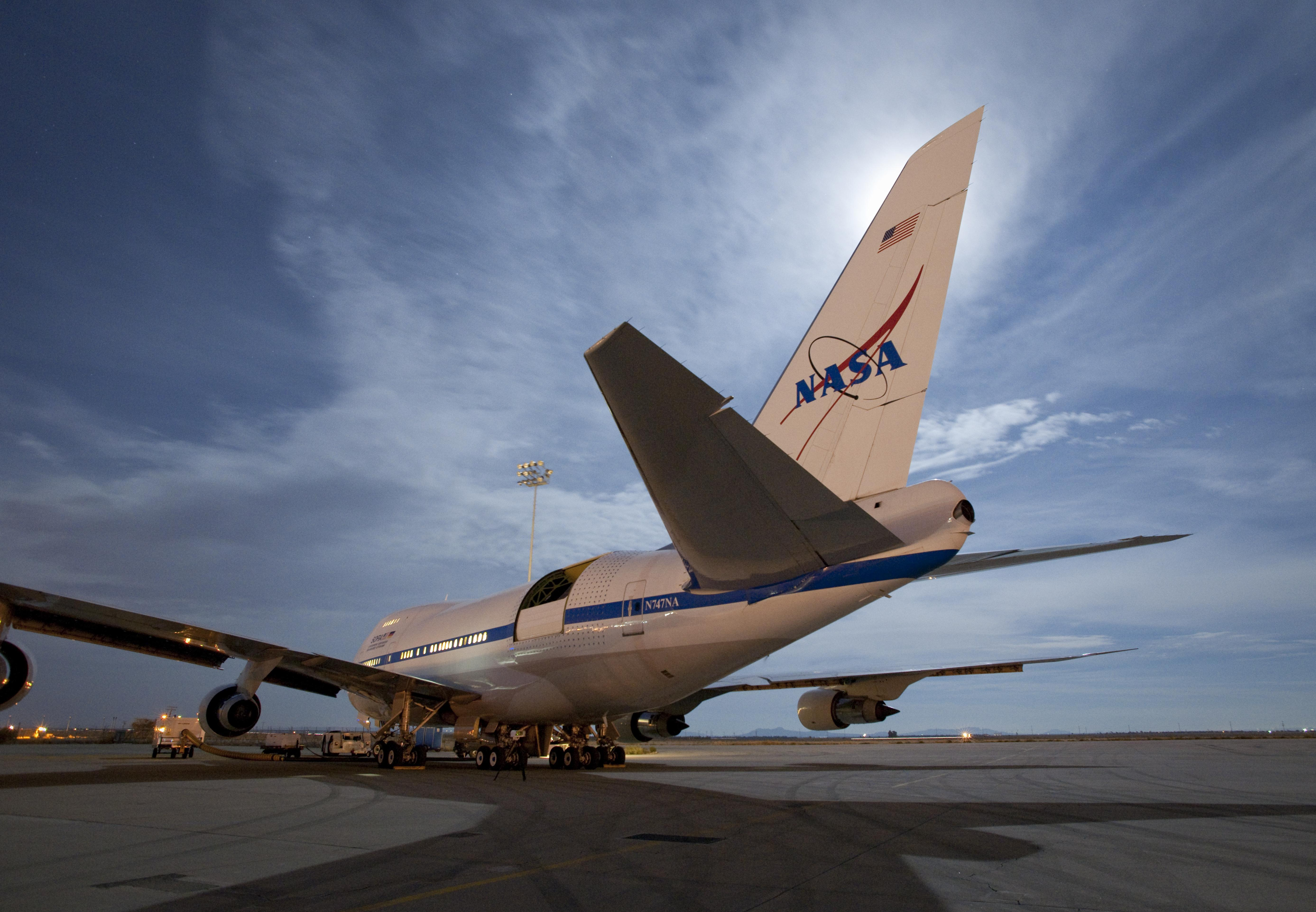
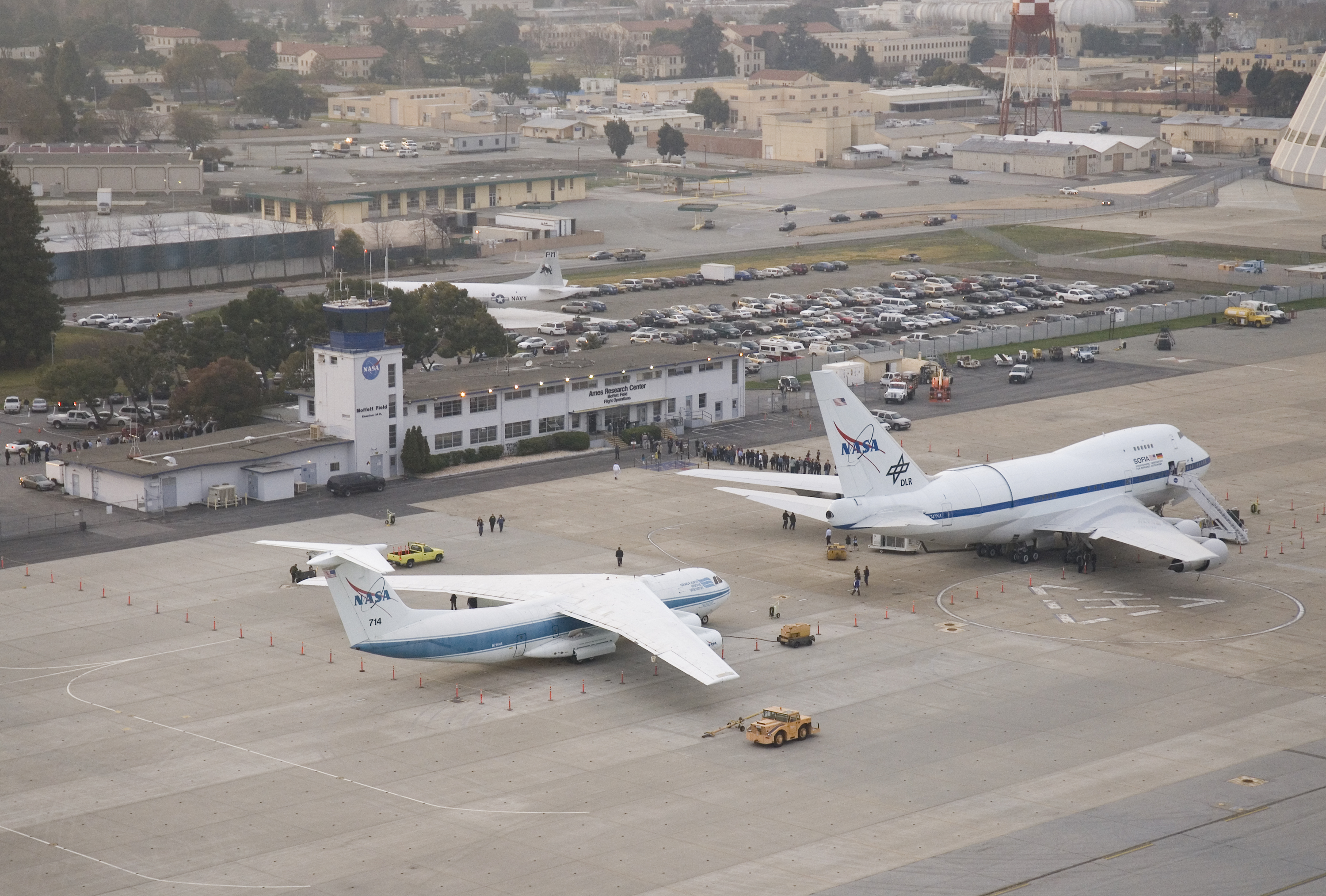

## تصاویر
- SOFIA Photo Collection
- SOFIA Movie Collection